# Yang Yang (acteur)
Pour les articles homonymes, voir Yang Yang.
 (octobre 2022).
Yang Yang,（chinois simplifié : 杨洋）né à Shanghai le 9 septembre 1991, est un acteur chinois.

## Jeunesse
Yang Yang est diplômé du département de Danse de l'Académie Chinoise des arts de l'armée populaire de libération.

## Carrière

### Débuts (2007-2015)
Sa carrière d'acteur débute en 2008 lorsqu’il fut choisi par Lee Shaohong pour jouer le rôle de Jia Baoyu dans la série issue du roman classique Le Rêve dans le pavillon rouge (红楼梦). À cette occasion, Yang Yang reçoit le prix BQ du meilleur nouvel acteur.
C'est en 2011 que Yang Yang fait sa première apparition dans un long métrage,The Founding of a Party (建党伟业), un film qui est un hommage patriotique détaillant le processus de création du Parti communiste chinois. Cela marque aussi ses débuts à l'écran. En août 2011, il a participé à un autre drame de la jeunesse The Angel of E-age (美丽e时代).
En mars 2012, Yang Yang a joué dans le film romantique « Joyful Reunion ». Il a ensuite joué dans « Water Cube », une version de « The Dream of Red Mansions », effectuée à Beijing Aquatics National Center.
Après trois ans, il a de nouveau interprété Jia Baoyu dans une performance de danse. En septembre de la même année, il a joué dans un drama sur la guerre : « La guerre ne croit pas aux larmes » (战争不相信眼泪). En octobre, il a joué dans le film « Refresh 3 + 7 » (刷新3+7).
En juillet 2013, il a joué dans un mélodrame de guerre « Ultime conquête » (武间), dans lequel il a joué des scènes d'action et de cascades difficiles sans utiliser de cascadeurs. Le même mois, il joue dans « La légende de la déesse Luo » (洛神传). En novembre 2013, il a joué dans le drama « Fleurs de Pinellia Ternata » (花开半夏), adapté du roman de Jiu Yehui du même nom. En décembre 2013, il a auditionné pour « Cocoon Town Romance », un drama basé sur la série "Tarot Goddess Sleuths", aux côtés de Victoria Song.
En avril 2014, Yang Yang a terminé son contrat de 7 ans avec son label. En juillet, il joue dans l'adaptation drama de l'énorme succès : le film « Tiny Times » (小时代之折纸时代). Il joue Neil, le plus jeune cousin de Gu Li. Il a ensuite joué dans le drama « Les lanternes » (花灯满城).

### Percée (2015)
En 2015, avec la sortie des films The Left Ear, The Lost Tomb, The Four et The Whirlwind Girl il connaît véritablement le succès[réf. nécessaire]. Par ailleurs, il participe à la série télévisée Divas Hit the Road (II) qui connaît un grand succès en Chine.
Il se voit alors attribué des prix, comme celui d'acteur télévisé le plus influent décerné par le magazine de mode Harper's Bazaar ou celui de personnalité la plus influente par la chaîne de télévision de la région de Anhui.
Tout d'abord, il a joué dans « The Four » (少年四大名捕), basé sur le roman Si Da Ming Pu de Wen Ruian.
Yang yang commence à gagner plus de reconnaissance après la première de The Left Ear (左耳)[réf. nécessaire]. Dans le film, Yang joue Le prince de l'école, qui abrite deux personnalités.
Ensuite, il joue dans le film Coming-of-age.
Il a ensuite joué dans le web-drama Le tombeau perdu (盜墓筆記) basé sur le roman du même nom. La série est devenue un phénomène internet lors de sa première sur iQiyi (plateforme de vidéo chinoise), en atteignant 100 millions de vues rapidement.
Après ce film, Yang Yang a ensuite joué le rôle masculin principal Ruo Bai dans le drama The Whirlwind Girl. Son personnage est devenu populaire[réf. nécessaire].
Yang Yang a également été présent dans Divas Hit the Road (花儿与少年).
À la fin de l'année, Yang a remporté des prix[réf. nécessaire] : acteur TV le plus influent avec l'acteur Deng Chao au BAZAAR Style Award Men.

### Depuis 2016
En janvier 2016 il a été reconnu comme l'acteur qui a généré le plus d’intérêt et acteur avec la plus grande l'influence des médias au Anhui TV Drama Awards[pertinence contestée]. Il est aussi devenu le premier artiste à figurer sur le timbre-poste de China Post. Le même mois, il est invité par Dior à assister au spectacle Dior Homme Hiver 2016/2017, devenant ainsi le seul acteur chinois à être invité.
Le 7 février, Yang a joué dans Père et Fils avec Tong Tiexin, le plus populaire spectacle du festival Gala de Nouvel An de CCTV. Sa performance a suscité des éloges de la part du public et a été honorée comme la plupart des performances favorites avec 32,65 % de vote[réf. nécessaire]. Ensuite cette chanson est transformée en une vidéo musicale par CCTV et le réalisateur Zhang Yibai.
En mars, Yang Yang et Liu Yifei ont incarné les rôles principaux dans Once Upon a Time (三生三世十里桃花), l'adaptation cinématographique du roman Three Lives Three Worlds, Ten Miles Peach Blossoms.
En mars, Yang Yang devient l'image publicitaire de Guerlain, devenant ainsi le premier ambassadeur homme pour la marque française du groupe LVMH. En mai, Yang a sorti un single Summer's Smooth Hair Dance (夏日顺发舞) en collaboration avec Dove.
En avril 2016, Yang a été  invité en tant que porte-torche de cérémonie à Athènes pour commencer le voyage de la Flamme olympique autour de le monde
En mai, Yang est pris pour jouer dans un film romantique I belonged to you (从你的全世界路过).
En août, Just One Smile is Very Alluring dans lequel Yang a incarné le rôle principal Xiao Nai qui lui permet d'être classé dans la "Vlinkage Celebrity List".
En novembre, Yang a été jeté[Quoi ?] dans un drama fantasy : « Martial Universe » , joué le rôle principal Lin Dong qui va faire l'expérience d'une transformation d'un petit garçon à un héros vénéré.
Le 2 janvier 2017, Yang devient l'image publictaire pour la marque Puma[réf. nécessaire].
Le 10 janvier 2017, le blockbuster de Oppo de Yang[Quoi ?], "The Magic Journey of Liliput" est devenu un sujet populaire et a été transmis plus de 10000 fois après qu'une heure a été diffusée sur weibo.
Le 10 février 2017, Yang avait sa silhouette de cire chez Madame Tussauds Shanghai,.
Le 21 mai 2017, Yangyang a été invité par Kering à assister à Women in Motion Talks[pas clair] au 70e Festival de Cannes, devenant le seul acteur chinois à être officiellement invité.

## Filmographie

### Télévision
| Year | Series                             | Chinese Title    | Role                  | Notes  |
| ---- | ---------------------------------- | ---------------- | --------------------- | ------ |
| 2010 | The Dream of Red Mansions          | 红楼梦           | Jia Baoyu             |        |
| 2011 | The Angle of E-age                 | 美丽e时代        | Yang Kang             |        |
| 2011 | Melody of Youth                    | 青春旋律         | Ning Hao              |        |
| 2012 | The War Doesn't Believe in Tears   | 战争不相信眼泪   | Du Changyou           |        |
| 2012 | Refresh 3+7                        | 刷新3+7          | He Tianze             |        |
| 2012 | Legend of Goddess Luo              | 洛神传           | Cao Zhi               |        |
| 2012 | Ultimate Conquest                  | 武间道           | Bai Niansheng         |        |
| 2012 | Flowers of Pinellia Ternata        | 花开半夏         | Lu Yuan               |        |
| 2014 | Lanterns                           | 花灯满城         | Fei Yu                |        |
| 2014 | Tiny Times                         | 小时代之折纸时代 | Neil                  |        |
| 2015 | The Four                           | 少年四大名捕     | Wu Qing               |        |
| 2015 | The Lost Tomb                      | 盗墓笔记         | Zhang Qiling          |        |
| 2015 | The Whirlwind Girl                 | 旋风少女         | Ruo Bai               |        |
| 2016 | Love O2O                           | 微微一笑很倾城   | Xiao Nai              |        |
| 2018 | Martial Universe                   | 武动乾坤         | Lin Dong              |        |
| 2018 | The Chronicles of Town Called Jian | 茧镇奇缘         | Huang Moru            |        |
| 2019 | The King's Avatar                  | 全职高手         | Ye Qiu / Ye Xiu       |        |
| 2020 | Together                           | 在一起           | Zhu Bin               |        |
| 2021 | You Are My Glory                   | 你是我的荣耀     | Yu Tu                 | 8.8/10 |
| 2022 | Glory of special forces            | 特战荣耀         | Yan Po Yue            |        |
| 2022 | Who Rules The World                | 且试天下         | Feng Lanxi/Hei Fengxi |        |

### Cinéma
| Year | Series                                    | Chinese Title    | Role         | Notes |
| ---- | ----------------------------------------- | ---------------- | ------------ | ----- |
| 2011 | The Founding of a Party                   | 建党伟业         | Yang Kaizhi  |       |
| 2012 | Joyful Reunion                            | 饮食男女         | young Shizhe |       |
| 2015 | The Unbearable Lightness of Inspector Fan | 暴走神探         | Zhanshi Wu   |       |
| 2015 | The Left Ear                              | 左耳             | Xu Yi        |       |
| 2016 | Healing Island                            | 治愈之岛         |              |       |
| 2016 | Jasmine Flowers                           | 茉等花开         |              |       |
| 2016 | I Belonged to You                         | 从你的全世界路过 | Mao Shiba    |       |
| 2017 | Once Upon a Time                          | 三生三世十里桃花 | Ye Hua       |       |
| 2020 | Vanguard                                  | 急先锋           | Lei Zhenyu   |       |

### Théâtre
- 2009 The Dream of Red Mansions 红楼梦水景秀

## Prix
| Year | Award                           | Category                                       | Result    |
| ---- | ------------------------------- | ---------------------------------------------- | --------- |
| 2009 | BQ Celebrity Score Awards       | Best New Actor                                 | Lauréat   |
| 2010 | Sohu Internet TV Festival       | Best New Actor                                 | Nominated |
| 2013 | Entertainment Live Rankings     | Most Influential New TV Actor                  | Lauréat   |
| 2015 | BAZAAR Men's Style Awards Night | Most Influential TV Actor                      | Lauréat   |
| 2015 | iQiyi All-Star Carnival Night   | Most Popular Actor of the Year                 | Lauréat   |
| 2016 | Anhui TV Drama Awards           | Actor that Generated the Most Concern/Interest | Lauréat   |
| 2016 | Anhui TV Drama Awards           | Actor with the Most Media Influence            | Lauréat   |
| 2016 | Weibo Power Star Top 10         | Most Popular Actor (Mainland)                  | Lauréat   |